# ۲۵ شکارچی
۲۵ شکارچی یک ستاره است که در صورت فلکی شکارچی قرار دارد.